# アブランテス公爵夫人の肖像
『アブランテス公爵夫人の肖像』（アブランテスこうしゃくふじんのしょうぞう、西: Retrato de la duquesa de Abrantes, 英: Portrait of Duchess of Abrantes）は、スペインのロマン主義の巨匠フランシスコ・デ・ゴヤが1816年に制作した肖像画である。油彩。アブランテス公爵夫人マリア・マヌエラ・イシードラ・テレス・ヒロン・イ・アロンソ・ピメンテル（María Manuela Isidra Téllez Girón y Alonso Pimentel）を描いている。ゴヤが描いた最後の貴族の女性肖像画として知られる。現在はマドリードのプラド美術館に所蔵されている。

## 人物
アブランテス公爵夫人マリア・マヌエラ・イシードラ・テレス・ヒロン・イ・アロンソ・ピメンテルは第9代オスーナ公爵ペドロ・テレス＝ヒロンと妻マリア・ホセファ・ピメンテルの末娘として1794年に生まれた。彼女の両親はゴヤの最初の後援者であり、すでに1785年にオスーナ公爵夫妻の肖像画をゴヤに発注していた。ゴヤは1788年にはオスーナ公爵の家族の肖像画を制作し、1798年には魔女を主題とする6点の連作絵画を制作した。また公爵夫妻は1799年に出版された『ロス・カプリーチョス』（Los Caprichos）の1冊を初版で購入した。オスーナ公爵は半島戦争の戦火を避けるため、後の第8代アブランテス公爵アンヘル・マリア・デ・カルバハイ・イ・フェルナンデス・デ・コルドバ・イ・ゴンサガ（Ángel María de Carvajal y Fernández de Córdoba y Gonzaga）とともにカディスに移り住んでいた。マリア・マヌエラがこのアブランテス公爵と同地で結婚したのは1813年のことである。2人の間には6子が生まれた。1838年にマドリードで死去。

## 作品
本作品はマリア・マヌエラの結婚から3年後、オスーナ公爵夫人から娘への贈物として注文された。豊かな色彩と闊達な筆触、落ち着きのある雰囲気、量感を表す輝きとドレスのディテールの処理によって、18世紀末から19世紀初頭のゴヤの最良の作品の1つに数えられる。
公爵夫人は暗い背景の前に立っている。美しい白いバラの花冠を戴いた公爵夫人は右手に楽譜を持ち、愛らしい顔を鑑賞者のほうに向けている。公爵夫人はやや緊張しており、その姿は今まさに美声を披露しようとしているかのようである。マリア・マヌエラはナポレオン時代のエンパイア様式の青色のドレスを着ている。ハイウエストで袖がないドレスは胸や丸みを帯びた両腕を強調している。真珠が輝く宝飾品は耳、首、手首だけでなく、ドレスの肩や、胸の結び目をも飾っている。さらにその上から黄色のショールをストールのように身体に掛け、右肩から腰の左側へと弧を描くように回している。楽譜には公爵夫人の名前とゴヤの署名、制作年が記されている。
画面全体はロココの優雅さとロマン主義の精神が結びつき、公爵夫人の高貴かつ優雅であり、純真で無邪気な容貌を伝えている。幸福感に満ちた調和の中に、公爵夫人の人柄と社会的地位、そして人生の中に訪れた特別な瞬間を捉えている。またゴヤの繊細な神経が行き渡り、公爵夫人の控えめな雰囲気を親しみの感情を込めて描き出している。
花冠で飾られた髪はおそらく女性美、楽譜、美声などのテーマと関連しているか、あるいは芸術の女神ムーサの1人エウテルペに見立てることを意図していた。女性をムーサなどの女神に見立てた肖像画を描くことは、すでに18世紀のヨーロッパで好まれていた。右手の楽譜は公爵夫人の歌唱に対する情熱と才能を示唆し、真珠の宝飾品は公爵夫人の若々しさを際立てている。ストールの円形の動きは真珠のネックレスやブレスレット、バラの花冠、楽譜の音符などで繰り返され、たがいに共鳴している。さらにこれらの円環は公爵夫人の均整の取れたポーズを強調し、闊達な筆触との間にコントラストを作り出している。

## 来歴
1816年4月30日付の文書によると、オスーナ公爵夫人から支払われた報酬は4000レアルであった。肖像画はアブランテス公爵夫妻によって所有されたのち、キンタ・デ・ラ・エンハラーダ伯爵、エル・バリェ・デ・オリサバ伯爵（Conde del Valle de Orizaba）の手に渡り、1996年にビリャエスクーサ遺贈基金によりプラド美術館のために購入された。

## ギャラリー
ゴヤによる第9代オスーナ公爵の一族の肖像

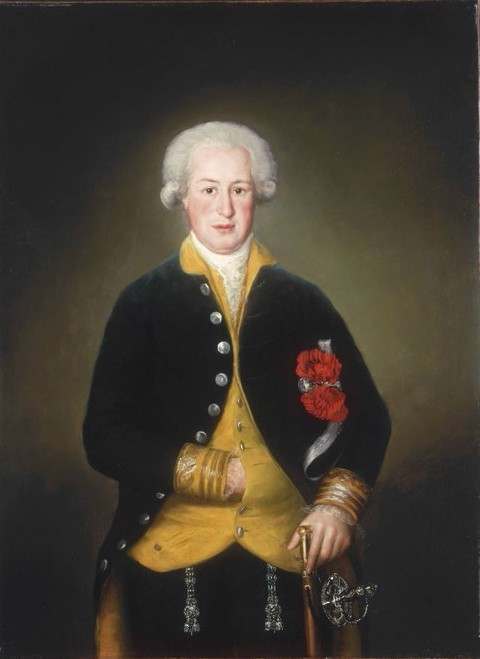
『第9代オスーナ公爵の肖像』1785年
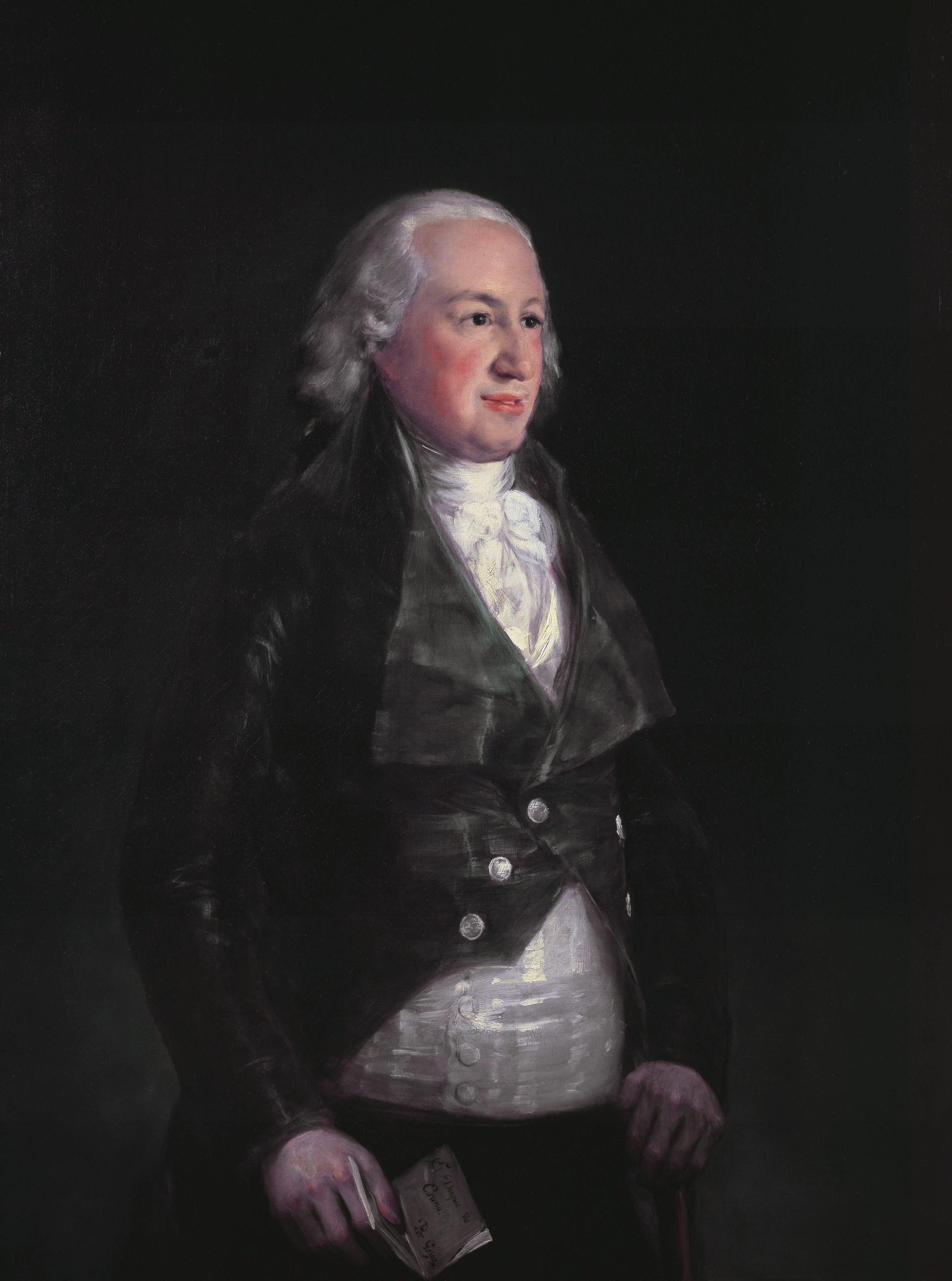
『第9代オスーナ公爵の肖像』1785年 フリック・コレクション所蔵
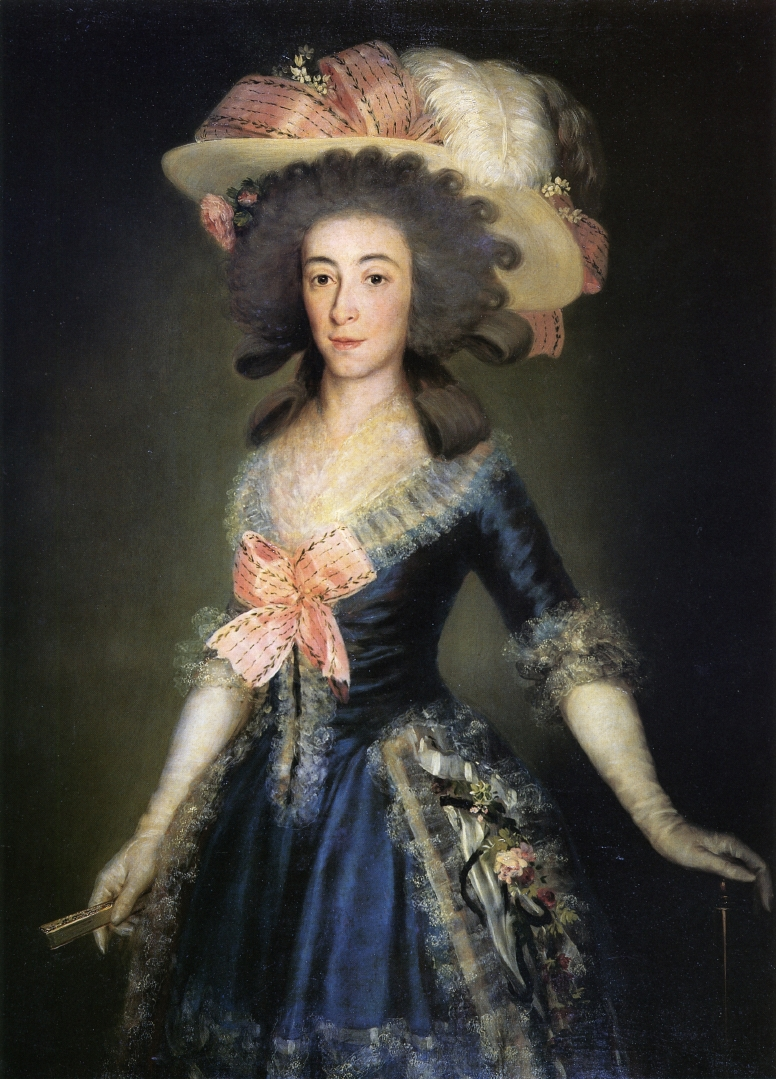
『オスーナ公爵夫人の肖像』1785年 バルトロメ・マーチ財団（Fundación Bartolomé March）所蔵
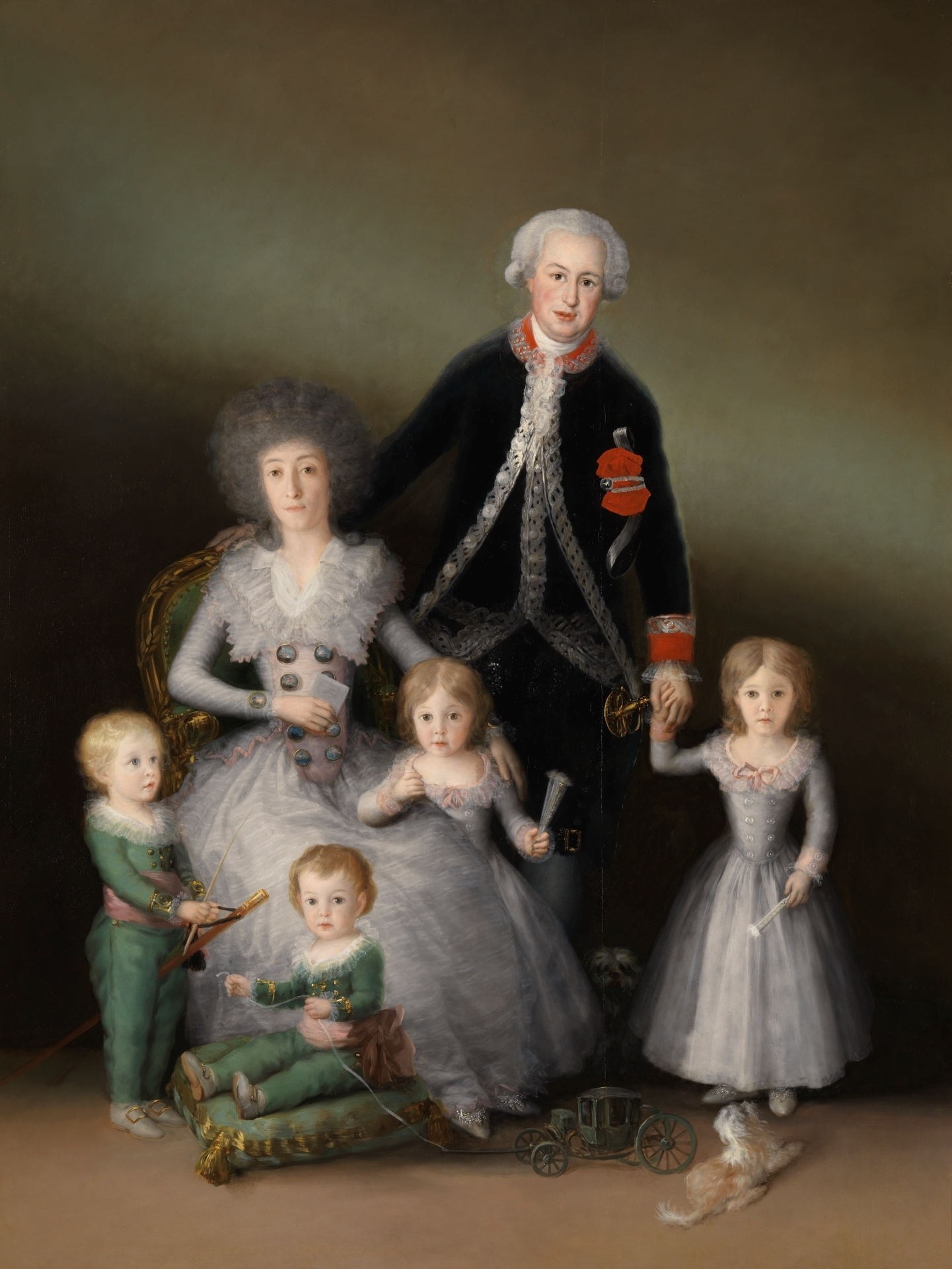
『オスーナ公爵夫妻とその子供たち』1787年-1788年 プラド美術館所蔵
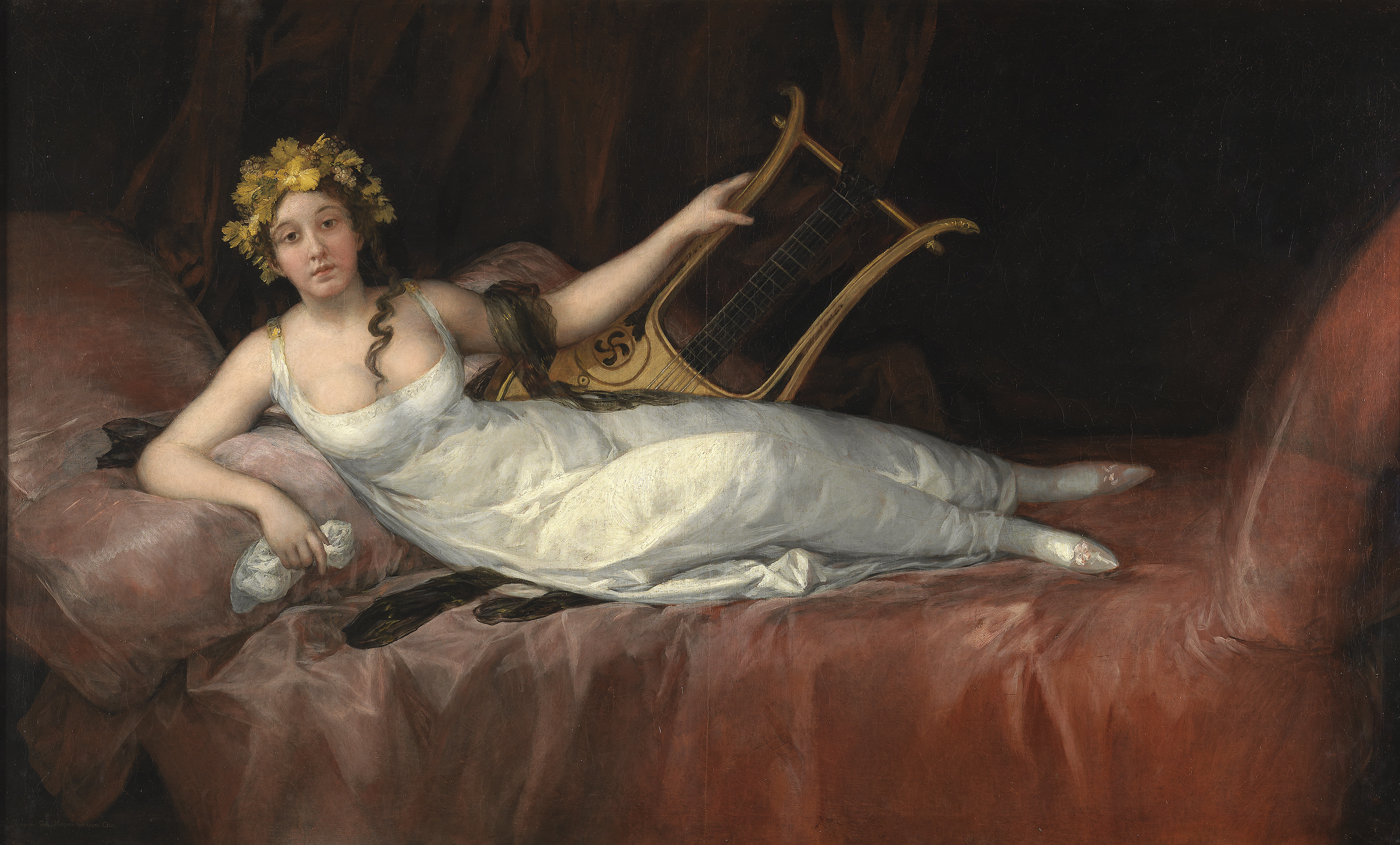
『サンタ・クルス侯爵夫人の肖像』1805年 プラド美術館所蔵
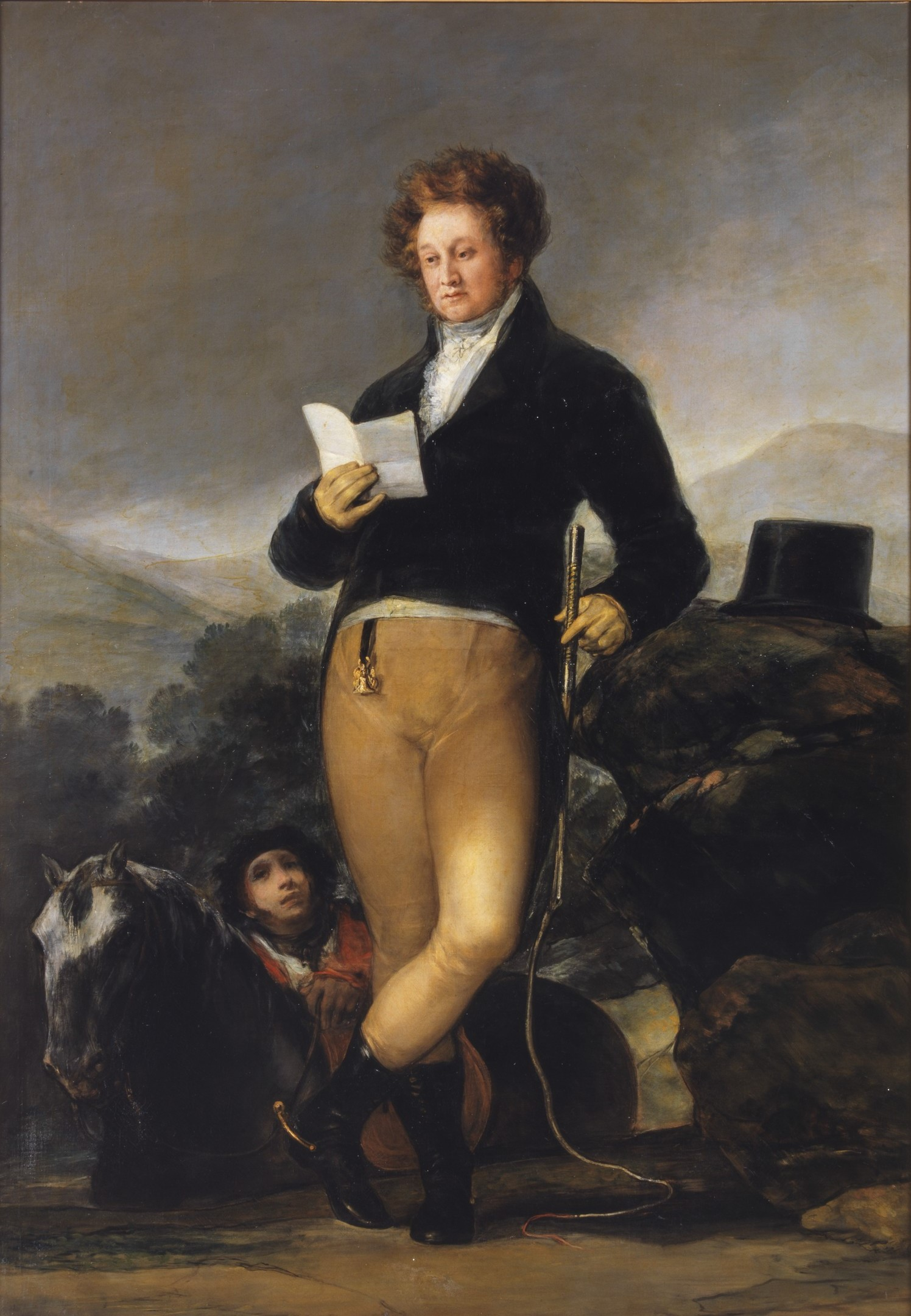
『第10代オスーナ公爵の肖像』1816年 ボナ美術館所蔵